# Yottabit
Yottabit (Yb eller Ybit) är en informationsenhet samt en multipel av bit. Namnet kommer av SI-prefixet yotta (Y), för en kvadriljon, och bit (b).
1 yottabit = 1024 bitar = 1 000 000 000 000 000 000 000 000 bitar
Yottabit är relaterat till enheten yobibit (Yib) – en multipel baserad på det binära prefixet yobi (Yi) – som motsvarar 280 bitar = 1 208 925 819 614 629 200 000 000 bitar. Ibland används yottabit som synonym till yobibit, trots att SI och IEC avråder från detta.
Yottabit används för att ange överföringshastighet i datornätverk, då i form av yottabit per sekund (Ybps).